# هشام قندیل
هشام محمد قندیل (به عربی: هشام محمد قنديل) (زاده ۱۹۶۲ میلادی) نخست وزیر سابق مصر است. وی پس از انقلاب (۲۰۱۲) مصر در ۲۴ ژوئیه ۲۰۱۲ توسط رئیس جمهور محمد مرسی، مأمور به تشکیل دولت شد. وی جایگزین نخست وزیر سابق کمال الجنزوری گردید. او دارای مدرک دکترای اقتصاد آب از دانشگاه کارولینای شمالی را دارد، در ماه ژوئیه سال ۲۰۱۱ مسئولیت وزارتخانه‌ی آب را بر عهده گرفت. وی به هیچ حزب سیاسی تعلق ندارد. هشام قندیل در آستانه سقوط دولت محمد مرسی از نخست وزیری استعفا کرد.